# Giuseppe Ferrari (giurista)

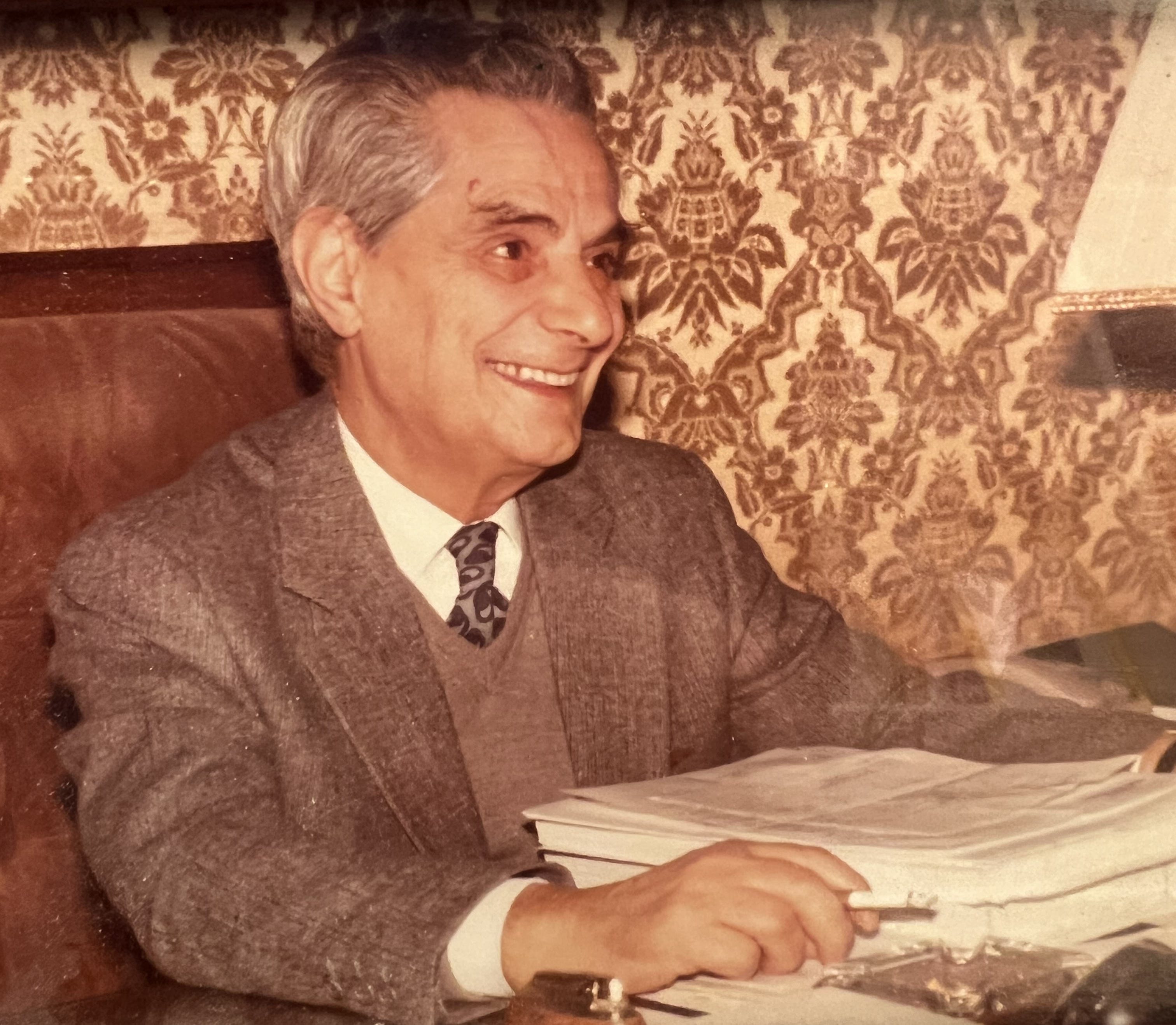
Giuseppe Ferrari

Giuseppe Ferrari (Rossano, 1º dicembre 1912 – Roma, 29 gennaio 1999) è stato un magistrato e giurista italiano.

## Biografia
Allievo di Costantino Mortati, è stato uno dei maggiori costituzionalisti italiani della seconda metà del Novecento e maestro di brillanti giuristi, costituzionalisti e teorici del diritto di diverse generazioni, lasciando numerosi contributi, in particolare sugli organi dello Stato, le fonti del diritto, l'organizzazione della magistratura. Tra i suoi allievi sono da menzionare Pietro Giuseppe Grasso, Nicola Occhiocupo, Sergio Antonelli, Paolo Giocoli Nacci, Carla Romanelli Grimaldi, Giovanni Bianco. Ebbe numerosi incarichi di consulenza e ricoprì importanti cariche pubbliche.
Magistrato ordinario dal 1936 a Pistoia, dal 1940 sostituto presso la procura di Roma, poi addetto alla sorveglianza nel carcere di Regina coeli, dove concorse alla fuga, tra gli altri, di Sandro Pertini. Nel  1943 aderì al partito d’azione. Ospitò clandestinamente nella sua abitazione romana Pilo Albertelli e Cesare Lionelli, trucidati alle Fosse ardeatine.                    Nel 1945 fu nominato, dal governo Parri, presidente della Commissione di epurazione dei segretari comunali e provinciali. Nel novembre 1946, su incarico del ministro della Giustizia, Fausto Gullo, si recò a Milano per recuperare tutti i fascicoli personali dei magistrati ordinari, che erano stati trasferiti al nord dal governo fascista e riuniti presso la corte d’appello di Milano.                                                                                            
Conseguì la libera docenza nel 1950. Nel 1954 fu incaricato di diritto costituzionale presso l’università di Messina e nel 1956 fu primo ternato in quella materia e chiamato quale professore straordinario dall’università di Parma. Insegnò, in seguito, nell’università di Pisa e, infine, all’università di Roma "La Sapienza", dove nel 1974 fu nominato direttore dell’istituto di diritto pubblico. Nel frattempo era stato eletto nel 1972 componente del Consiglio superiore della magistratura (e dal 1974 al 1976 presidente della II Commissione referente).
Nel 1980, nominato dal Presidente della Repubblica Pertini, divenne giudice della Corte Costituzionale. Da tale carica si dimise nel 1987, con un clamoroso gesto di protesta: contestò il mancato rispetto dell'anzianità di ruolo nella individuazione del presidente del collegio. Da allora quel criterio fu sempre rispettato. Nel 1991 è stato nominato Professore emerito di Diritto pubblico generale.

## Opere
Tra le sue opere principali sono da ricordare: Formula e natura dell’attuale decretazione con valore legislativo, Milano, (1948); Problemi nuovi del nuovo Parlamento bicamerale, Roma, (1950); Costituzione e funzioni del Consiglio superiore della pubblica istruzione, Milano, (1950); Introduzione ad uno studio del diritto pubblico consuetudinario, Milano, (1950); Gli organi ausiliari dello Stato, Milano, (1956), Sulla pubblicazione indiretta, Milano, (1959); Il CNEL de jure condito e de jure condendo, Milano, (1959); Principi generali di diritto elettorale, Milano, (1961); Il capoluogo regionale. Autonomie regionali e sovranità articolata, Milano,(1970); Diritto pubblico generale. Dispense integrative, Roma, (1973); Corso istituzionale di diritto pubblico, Milano, (1974/5; 1975/6, 1976; seconda edizione con addenda 1987); Soliloquio sulla magistratura, Roma, (1984);  La giustizia e il giudice, Milano, (1989); Il senso dello Stato, Milano, (1990).